# Victor Francis Staples Hawkins
Victor Francis Staples Hawkins, britanski general, * 1896, † 1944.